# CEA-IgM
Nel siero di pazienti affetti da carcinoma al colon-retto, l'antigene carcino-embrionale (CEA, Carcinoembryonic antigen) può essere presente sia come antigene libero (CEA), sia associato alle immunoglobuline di classe M (IgM) come immunocomplesso circolante CEA-IgM.
La teoria dell'immunosorveglianza, già proposta per spiegare il significato clinico di marcatori come SCCA-IgM e PSA-IgM, rispettivamente impiegati per la diagnosi precoce dell'epatocarcinoma e del carcinoma della prostata, giustifica e contestualizza il rilevamento di immunocomplessi CEA-IgM nel siero di pazienti colpiti da carcinoma del colon-retto.
In aggiunta a questo, studi recenti hanno dimostrato che la determinazione dei livelli circolanti dell'immunocomplesso CEA-IgM risulta più accurata dal punto di vista diagnostico rispetto al dosaggio dell'antigene libero CEA circolante, consentendo di identificare un numero maggiore di pazienti in stadio precoce, quello in cui le cure risultano maggiormente efficaci.